# ФК Коринтијанс Паулиста
Коринтијанс Паулиста (порт. Sport Club Corinthians Paulista) је бразилски фудбалски клуб из Сао Паула, Бразил. Клуб је основан 1. септембра 1910. године. Тренутно се такмичи у државном првенству Сао Паула и Серији А Бразила, највишој националној лиги.
Клуб је домаће утакмице играо на стадиону до Пакаимбу, капацитета 40.199 места, а сада игра на новоотвореном стадиону Коринтијанса, Арена Коринтијанс, који је отворен 2013. који има капацитет од 49.205 места.
Коринтијанс је најпопуларнији клуб у Сао Паулу са око 30 милиона навијача, а у Бразилу више навијача од њега има само Фламенго.

## Трофеји

### Међународни
- Светско клупско првенство:

Освајач (2): 2000, 2012.
- Куп Либертадорес:

Освајач (1): 2012.
- Рекопа Судамерикана:

Освајач (1): 2013.

### Национални
- Серија А Бразила:

Првак (7): 1990, 1998, 1999, 2005, 2011, 2015, 2017.
- Куп Бразила:

Освајач (3): 1995, 2002, 2009.
- Суперкуп Бразила:

Освајач (1): 1991.
- Серија Б Бразила:

Првак (1): 2008.

### Државни
- Државно првенство Сао Паула:

Првак (30): 1914, 1916, 1922, 1923, 1924, 1928, 1929, 1930, 1937, 1938, 1939, 1941, 1951, 1952, 1954, 1977, 1979, 1982, 1983, 1988, 1995, 1997, 1999, 2001, 2003, 2009, 2013, 2017, 2018, 2019.

## Бивши познати играчи
- Марселињо Кариока
- Карлос Тевез
- Ривалдо
- Дида
- Сократес
- Роберто Ривелино
- Роналдо